# Лутковский, Иосиф Васильевич
Ио́сиф Васи́льевич Лутко́вский (1814—1891) — санкт-петербургский губернатор, действительный тайный советник.

## Биография
Происходил из дворян Смоленской губернии. В 1828 г. поступил на службу кондуктором в кондукторскую роту Главного инженерного училища. В 1832 г. произведён в полевые инженер-прапорщики с оставлением при том же училище до 1834 г. В 1834 г. был переведён в 1-й конно-пионерный эскадрон, в 1843 г. прикомандирован к лейб-гвардейскому конно-пионерному эскадрону, с 1844 г. — командир эскадрона. В 1848 г. произведён в штабс-капитаны. В 1848 г. оставил военную службу.
С 1849 года — чиновник VIІІ класса во временном люстрационном комитете при Министерстве внутренних дел, командирован в Минскую губернию для поверки действий по введению инвентарных правил в помещичьих имениях. С 1851 г. перешёл в удельное ведомство, был назначен управляющим костромской (1852—1857), а затем старорусской (1857—1862) и новгородской (1862—1865) удельными конторами. Вводил в действие новое положение о дворцовых и удельных крестьянах. В 1863 г. произведён в действительные статские советники.
22 сентября 1868 г. назначен санкт-петербургским вице-губернатором, с 9 мая 1871 г. исправлял должность губернатора. В 1872 г. произведён в чин тайного советника. 30 марта 1873 г. утверждён в должности санкт-петербургского губернатора и состоял в ней 16 лет до выхода в отставку осенью 1889 г. с чином действительного тайного советника. С 1871 года был членом Попечительского совета заведений общественного призрения в Санкт-Петербурге.
Во время последней русско-турецкой войны принимал участие в деятельности Красного Креста.
За время службы имел два взыскания: арест на две недели за участие в ссоре офицеров (1837) и выговор за «дурное обмундирование и снабжение дружин Костромского ополчения» (1855); оба взыскания всемилостивейше повелено не считать препятствиями к получению наград и преимуществ соответственно в 1841 и 1859 годах.
Скончался в ночь на 18 марта 1891 года в своём родовом имении в Смоленской губернии.

### Семья
- Сын — Василий (р. 1850), был членом Санкт-Петербургского окружного суда[6].